# Brindisi
Brindisi (grčki: Brentèsion ili Vrindhision, latinski: Brundisium) je glavni grad i administrativno središte istoimene pokrajine Brindisi u regiji Apuliji (Puglia) s 91.800 stanovnika; smještena na obali Jadranskog mora, 110 km jugoistočno od Barija. 
Brindisi je industrijsko i trgovačko središte s razvijenom kemijskom i prehrambenom industrijom, te proizvodnjom vina. Brindisi je važna talijanska luka za putnički promet s Grčkom i Bliskim Istokom, a ima i zračnu luku. Sjedište nadbiskupije.

## Povijest
Legendarni osnivač grada je grčki mitološki junak Diomed. Postoje teorije da je prije dolaska Rimljana je na tom mjestu postojalo ilirsko naselje. Rimljani su osvojili prostor grada 267. pr. Kr. i razvili grad Brundisium koji je postao jedan od glavnih rimskih pomorskih i trgovačkih centara i glavna veza Rima s Grčkom. Od Rima do Brundisiuma je vodila jedna od najvažnijih rimskih cesta Via Appia. Stanovnici grada su imali rimsko građansko pravo. Smatra se da je Brundisium imao oko 100,000 stanovnika. U njemu je umro rimski pjesnik Vergilije. U Brindisiju je 38. pr. Kr. sklopljen mir između Marka Antonija i Oktavijana. 
Nakon pada Rimskog Carstva su grad osvojili Ostrogoti. U 6. st. ga je obnovio Bizant, a 675. god. ponovo razorili Langobardi. Od 836. – 868. godine su Saraceni osnovali naselje u blizini grada. Kasnije su grad vratili Bizantinci, a 1071. su ga osvojili Normani i postao je dio Napuljskog Kraljevstva. Grad je bio dio Napuljskog Kraljevstva do ujedinjenja Italije u 18. st, iako je jedno vrijeme njim upravljala Venecija, Španjolska i Austrija.
Teško je razoren u potresu 1456. godine. Nakon otvaranja Sueskog kanala (1869.) postaje polazištem za promet s Indijom i Dalekim istokom. U I. svjetskom ratu postaje i vonjo pomorsko uporište, te je svoj vojni značaj zadržao do danas.

## Zemljopis
Brindisi se nalazi na krajnjem jugoistoku Apeninskog poluotoka, točnije na malom poluotoku između Jadranskog mora i Jonskog mora. Nalazi se u blizini Otrantskih vrata, te je najbliži Albaniji i Grčkoj od svih većih talijanskih gradova. Zbog toga Brindisi ima vrlo povoljno prometno značenje. Iz grada polaze trajektne veze prema Grčkoj. To je najvažnija prometna veza Grčke s Italijom i zapadnom Europom.
Reljef je nizinski (Salentinska nizina). U središtu grada postoji zaljev u kojem je smještena luka. Grad je poznat po vinogradarstvu i proizvodnji vina. Veći gradovi u okolici su Bari (također značajna luka), Lecce i Taranto.

## Znamenitosti
Najvažnija je tvrđava (Castello Svevo ili Castello Grande) koju je sagradio njemački car Fridrik II. Postoji i tvrđava Forte a Mare koja se nalazi na malom poluotoku na ulazu u luku. Postoje rimski stupovi koji su simbol grada. Označavali su početak ceste Via Appia koja je vodila do Rima. U gradu postoje mnoge crkve.